# Zwoos
Zwoos, polnisch: Zwóz ist ein zur Ortschaft Glowtschütz gehörender Weiler in Oberschlesien, Polen.

## Geografie

### Lage
Zwoos liegt in der Gemeinde Guttentag (Dobrodzień) im Powiat Oleski (Kreis Rosenberg O.S.) in der polnischen Woiwodschaft Opole.

### Nachbarorte
Nachbarorte von Zwoos sind im Westen Rzendowitz (Rzędowice), im Norden Rendzin (Rędzina), im Südosten Glowtschütz (Główczyce) und im Südwesten Goslawitz (Gosławice).

## Geschichte
Im Topographischen Handbuch von Oberschlesien aus dem Jahr 1865 werden Zwoos und der Ort Rendzin unter dem Namen Zwoos-Rendzin als zusammengehörend erwähnt. Zusammen hatten beide Orte acht Freibauern-, neun Freigärtner- und zehn Häuslerstellen.
Bei der Volksabstimmung in Oberschlesien am 20. März 1921 stimmten 27 Wahlberechtigte für einen Verbleib bei Deutschland und 83 für Polen, im Gutsbezirk Zwoos stimmten 79 Personen für Deutschland und 40 Personen für Polen. Zwoos verblieb beim Deutschen Reich. 1933 lebten im Ort 282 Einwohner. Am 22. Juli 1936 wurde der Ort in Ahndorf/Oberschlesien umbenannt. 1939 hatte der Ort 266 Einwohner. Bis 1945 befand sich der Ort im Landkreis Loben (zwischenzeitlich im Landkreis Guttentag).
Als Folge des Zweiten Weltkrieges kam Ort 1945 an Polen, wurde in Zwóz umbenannt und der Woiwodschaft Schlesien angeschlossen. 1950 kam der Ort zur Woiwodschaft Opole. Von 1975 bis 1998 befand sich der Ort in der Woiwodschaft Częstochowa. 1999 kam der Ort zur Woiwodschaft Opole und zum Powiat Oleski. Am 4. Juli 2008 erhielt der Ort zusätzlich einen amtlichen deutschen Ortsnamen, statt Zwoos wurde jedoch fehlerhaft der Name Zwoss eingetragen. Am 13. Mai 2009 wurde in der Gemeinde Guttentag, der Zwoos angehört, Deutsch als zweite Amtssprache eingeführt. 2012 beantragte die Gemeinde Guttentag eine Änderung des deutschen Namens in Zwoos.